# Melamprosops
Melamprosops is een vermoedelijk uitgestorven geslacht van zangvogels uit de vinkachtigen (Fringillidae).

## Soorten
Het geslacht kent de volgende soort:
- † Melamprosops phaeosoma – Po'ouli